# Anthrenoides petrolinensis
Anthrenoides petrolinensis là một loài Hymenoptera trong họ Andrenidae. Loài này được Urban mô tả khoa học năm 2006.